# Avida (film)
Pour les articles homonymes, voir Avida.
Pour plus de détails, voir Fiche technique et Distribution.
Avida est un film français réalisé par Benoît Delépine et Gustave Kervern sorti en 2006.

## Synopsis
À la suite du décès accidentel de son employeur, un sourd-muet se retrouve embarqué par deux toxicomanes dans un étrange trafic d'animaux. L'échec de l'enlèvement du chien d'une milliardaire obèse et suicidaire va les lier à elle. Elle en profitera pour les forcer à réaliser ses dernières volontés.

## Fiche technique
- Titre : Avida
- Réalisation : Benoît Delépine et Gustave Kervern
- Scénario : Benoît Delépine et Gustave Kervern
- Production : Mathieu Kassovitz et Benoît Jaubert
- Photographie : Hugues Poulain
- Musique : Jef Benech
- Chansons : « Maxence, l'Assiette en Faïence » et « Talk-Show à la française » (Anselme)
- Pays d'origine :  France
- Genre : comédie
- Format : noir et blanc - 1,85:1 - 35 mm - DTS
- Durée : 83 minutes
- Date de sortie : 13 septembre 2006

## Distribution
- Gustave Kervern : le sourd muet
- Benoît Delépine : l'homme à la tête de scotch
- Velvet : Avida
- Eric Martin : le deuxième gardien drogué
- Fernando Arrabal : le "picador suicidaire" (qui, en toute rigueur, n'est pas un picador mais un banderillero)
- Jean-Claude Carrière : le riche paranoïaque
- Bouli Lanners : le patron du zoo
- Robert Dehoux : le chef du village des armoires
- Albert Dupontel : le garde du corps maladroit
- Kati Outinen : la femme à la bonbonne d'eau
- Sanseverino : le captif chantant
- Rokia Traoré : la chanteuse bienveillante
- Rémy Kolpa Kopoul : le petit homme au traîneau
- Claude Chabrol : le zoophile débonnaire
- Remo Forlani : l'inquiétant directeur
- Philippe Vuillemin : le taxidermiste incompris
- Christophe Salengro : l'homme à la torche électrique
- Anselme : le chanteur de faïence et le caquelon ventriloque dit « La Fondue aux Bisouquettes »

## Distinctions
Avida a été présenté au Festival de Cannes 2006 en sélection officielle et hors compétition, le 21 mai 2006.

## Tournage
Le tournage a eu lieu du 25 juillet au 20 août 2005. Le film a été tourné en grande partie au Zoo de Maubeuge.

## Analyse
Avida Dollars est l'anagramme de Salvador Dalí, à qui le film est un hommage. La dernière image du film est un tableau de Sébastien Quivron inspiré par plusieurs de ses tableaux.
Certaines critiques mettent en avant le surréalisme du film, notamment celle du magazine américain Variety.